# 王沛
王 沛（おう はい、生年不詳 - 827年）は、唐代の軍人。本貫は許州許昌県。

## 経歴
18歳で決断力があり、陳許節度使の上官涗に才能を認められて、その娘を妻に迎えた。牙将をつとめた。貞元19年（803年）、上官涗が死去し、その娘婿の田称が上官涗の子を脅迫して、節度使の位を嗣ごうとした。田称は監軍がかれの思惑に従わないのを恐れて、兵を伏せて監軍を謀殺しようとした。王沛は田称の計略を察知すると、監軍に密告したことから、田称の仲間の潜伏したところを全て捕らえることができた。監軍の范日用がそのあいだの事情を奏聞すると、徳宗は王沛は陳許行軍司馬の劉昌裔にその軍を統率させ、王沛に手詔を交付して、上官涗の子を護衛して上京させるよう命じた。王沛は長安に到着して徳宗の謁見を受けると、本官のまま開府儀同三司の位を受け、御史中丞を兼ねた。
元和9年（814年）、淮西の呉元済が反乱を起こし、忠武軍節度使の李光顔がその討伐の命を受けると、王沛はその下で行営兵馬使をつとめ、別に精鋭を率いて近郊に駐屯させた。軍を合流させると、蔡州の反乱軍を連破した。しきりに進軍させるよう憲宗の詔が出されたが、諸将は情勢を観望して、先に溵河を渡ろうとはしなかった。王沛は兵5000を率いて、夜に溵河を渡り、反乱軍の喉元に城を築いた。これにより河陽・宣武軍・河東・魏博などの諸軍が続いて溵河を渡り、前後呼応して郾城に進攻した。王沛は先に塁を築いて反乱軍と対峙し、反乱軍の将の鄧懐金を降伏させた。元和12年（817年）、呉元済の乱が鎮圧されると、王沛は李光顔の入朝に従い、御史大夫を加えられた。
王沛が許州に帰ると、李光顔は鄆州の反乱を鎮圧するよう憲宗の命を受けた。元和14年（819年）、淄青節度使の李師道が殺害されて鄆州の反乱が終息すると、許州の兵の一部を邠州に駐屯させるよう命じられ、王沛が都将となって塩州を救援し、吐蕃を撃退した。功績により寧州刺史を加えられ、陳州刺史に転じた。長慶2年（822年）、李㝏の反乱が起こると、王沛は忠武軍節度副使を兼ね、軍を率いて李㝏を討った。李㝏の乱が鎮圧されると、王沛は検校右散騎常侍を加えられ、沂海兗密都団練観察等使となった。宝暦元年（825年）、検校工部尚書に転じ、忠武軍節度・陳許観察等使をつとめた。大和元年（827年）4月、死去した。尚書右僕射の位を追贈された。
子に王逢があり、忠武軍節度・陳許観察等使となった。

## 伝記資料
- 『旧唐書』巻161 列伝第111
- 『新唐書』巻171 列伝第96